# ASML
Die ASML Holding N.V. (Advanced Semiconductor Materials Lithography) ist ein niederländisches multinationales Unternehmen und der weltweit größte Anbieter von Lithographiesystemen für die Halbleiterindustrie. Die überaus komplexen Maschinen spielen eine wichtige Rolle bei der Herstellung von integrierten Schaltkreisen (Mikrochips). Der Großteil der Chiphersteller (Foundries und IDMs) sind Kunden von ASML. Der globale Marktanteil des Unternehmens für Lithographie-Ausrüstungsindustrie wird auf 80–90 % taxiert. ASML bietet Kundendienst an über 60 Servicestellen in 14 Ländern an.
Der Hauptsitz von ASML befindet sich in Veldhoven in den Niederlanden. Dort befinden sich neben 225.000 m² Bürofläche auch die Forschungs- und Entwicklungsabteilung sowie die Montage unter Reinraum-Bedingungen. Er ist der wichtigste Forschungs-, Entwicklungs- und Produktionsstandort, der auch das europäische ASML Global Support Center, den Vorstand sowie globale Unternehmensfunktionen wie die Rechtsabteilung beheimatet. Weitere Standorte für Forschung und Entwicklung sowie Fertigung unterhält das Unternehmen in Taiwan, Japan, China, Deutschland und den USA.
Mit dem Stand von Anfang 2024 ist ASML das wertvollste Technologieunternehmen Europas und unter den 10 wertvollsten Technologieunternehmen der Welt.

## Geschichte

### Gründung
Die Firma wurde 1984 als ein Joint-Venture von ASM International (ASMI) und Philips gegründet, um Lithografiesysteme für die wachsende Nachfrage nach Computerchips zu entwickeln. Das Unternehmen hieß zu diesem Zeitpunkt noch „ASM Lithography“. Im selben Jahr stockten ASMI und Philips ihre Investitionen auf, wodurch ein neu errichtetes Büro samt Werk mit den ca. 100 Mitarbeitern in Veldhoven bezogen werden konnte. 1986 wurde das erste Halbleiter-Belichtungssystem unter dem Namen PAS 2500 auf den Markt gebracht. Dieser Stepper arbeitete mit blauem Licht mit einer Wellenlänge von 436 nm. Gleichzeitig begann man eine bis heute andauernde Zusammenarbeit mit dem Optikunternehmen Carl Zeiss.
1988 war das Unternehmen bereits nach Taiwan und in die Vereinigten Staaten expandiert, was jedoch nicht von nennenswerten Erfolgen begleitet wurde. Ohne diese Erfolge war der Anteilseigner ASMI nicht in der Lage weitere Investitionen in das neue Unternehmen zu tätigen. Daher verkaufte ASMI im Oktober 1988 die vollständigen 50 % ihrer Anteile am Joint-Venture an den Mitgründer Philips. Unter der Kontrolle von Philips expandierte das nun ASML heißende Venture nach Asien und wurde zu einem Konkurrenten von ASMI. Gegen Ende der 80er Jahre verschlechterte sich die Marktlage in der Elektronikindustrie, wodurch auch Philips in Bedrängnis geriet, weiterhin Geld in das defizitäre Venture zu investieren.

### Börsengang und 2000er

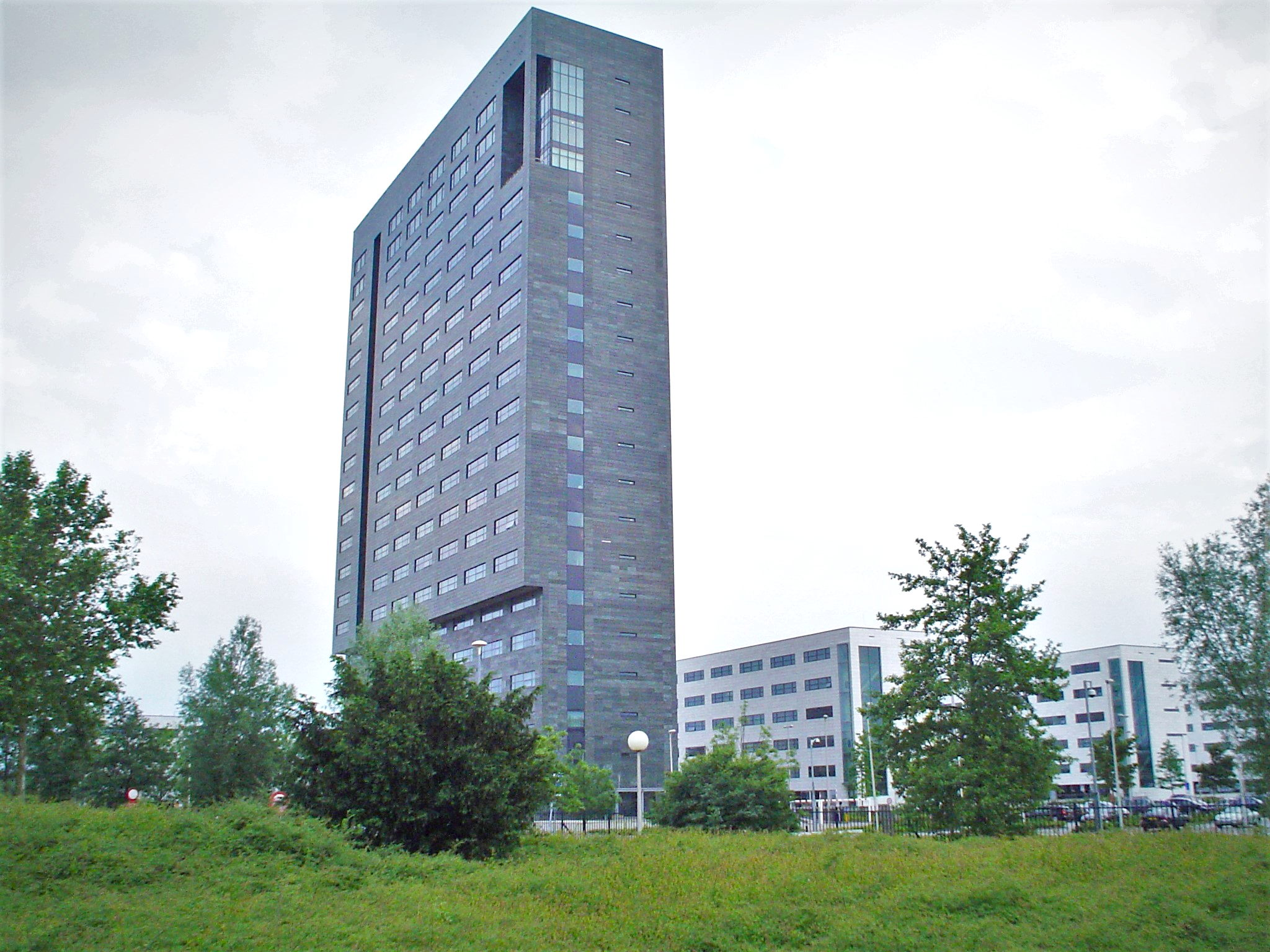
Hauptsitz in Veldhoven

Mit der letzten Zusage von Mitteln gelang ASM Lithography durch die Entwicklung eines neuen, laut eigenen Angaben branchenführenden und sehr erfolgreichen Systems (PAS 5500) der Sprung in die Profitabilität. Um die Bankkredite, die bei der Anteilsübernahme angefallen waren, zu tilgen und um Erfolge zu realisieren, entschied sich Philips im Jahr 1993, das Unternehmen an die Börse zu bringen. Am 15. März 1995 erfolgte der Börsengang von ASML. Das Unternehmen wurde gleichzeitig an der Amsterdam Stock Exchange und der New York Stock Exchange gelistet. Der Besitzer Philips verkaufte 50 % seiner Anteile für 170 Millionen US-Dollar. Aufgrund der hohen Nachfrage nach weiteren Aktien und dem gestiegenen Aktienkurs entschied sich Philips im Jahr 1997 für den Verkauf weiterer 25 % von ASML für insgesamt 266 Millionen US-Dollar.
In den Jahren 1999 und 2000 kaufte ASML die Unternehmen MaskTools und Silicon Valley Group (SVG) auf, was vor allem eine Investition in den vielversprechenden Zweig der Belichtung mit Extrem-Ultraviolett (EUV) darstellte. Im Juni 2000 verkaufte Philips weitere Aktien, wodurch sie nur noch mit 6,7 % an ASML beteiligt waren. Der Konzern beschäftigte nun bereits über 8.000 Mitarbeiter. Nach der Anzahl an ausgelieferten Systemen schaffte es ASML zu diesem Zeitpunkt bereits mit 245 Systemen auf Platz 2 hinter Nikon mit 270 Systemen.
Nach einem steilen Aufstieg folgten mit dem Zusammenbruch des Neuen Marktes im Jahr 2001 auch für ASML Konsequenzen in Form eines Umsatzrückgangs von über 40 %, der Schließung einiger Fertigungsstätten und der Freisetzung von 13 % der Belegschaft. Im Gegensatz zu anderen Wettbewerbern und Unternehmen am Neuen Markt gelang ASML bereits in der zweiten Jahreshälfte 2002 die Erholung, wobei erneut 10 % der Mitarbeiter entlassen wurden.
Im Jahr 2007 übernahm ASML das Unternehmen BRION, um den Chipfertigungsprozess entlang der Veredlung weiter zu optimieren. Im Folgejahr wurde dadurch das erste ganzheitliche Lithografieren ermöglicht.

### 2010er und heutiger Konzern
Mit dem Beginn der neuen Dekade kehrte ASML zurück zur Erforschung und dem Bau eines Prototyps für die Lithografie mit Belichtung mit  Extrem-Ultraviolett (EUV). (Kürzere Wellenlänge ergibt feineres Auflösungsvermögen.) Mit der Übernahme des damals führenden Herstellers von Lithografie-Lichtquellen Cymer wollte ASML die Entwicklung im Jahr 2013 beschleunigen und so die Fertigung von Halbleitern mit kleineren Strukturgrößen erreichen. Mit einer weiteren Übernahme des Unternehmens Hermes Microvision (HMI) im Jahr 2016 wurde das Portfolio für die Lithografie-Fertigung erweitert. Mit der besten und am hochentwickeltsten Ausführung der EUV-Fertigung stieg ASML gegen 2017 zum Quasimonopol auf, da sie laut einer Meldung der Taipei Times vom Mai 2018 als einziges Unternehmen in der Lage waren, entsprechende Maschinen herzustellen. Im November 2020 wurde die Übernahme des Optikherstellers Berliner Glas (heute: ASML Berlin) abgeschlossen, die erneut auf das Lithografie-Portfolio einzahlen soll.
Im Jahr 2023 stellte ASML Maschinen für die am höchsten entwickelten Computerchips der Welt her, die in den neuesten Generationen von Handys, Konsolen und Computern verbaut werden. Außerdem beeinflussen sie indirekt die Entwicklung von KI, Robotik und dem IoT. Die größten Kunden von ASML sind laut einer Meldung von CNBC vom März 2023 Taiwan Semiconductor (TSMC), Samsung und Intel. Die Aktien sind Bestandteil des Nasdaq-100 sowie des Euro Stoxx 50.

## Technologiemeilensteine
1984 wurde das erste System PAS 2000 Stepper vorgestellt, das in der Lage war, die Silicium-Wafer optimal auszurichten. Im Jahr 1985 folgte die Weiterentwicklung des Stepper als Modellname PAS 2000/10, der als erster kommerzieller Stepper eingeordnet wird. 1986 erschien das Modell PAS 2500/10, dessen Ausrichtungsmechanismus und Systemfertigkeit zur damaligen Zeit die am weitesten entwickelten waren.
1995 gelang dem Unternehmen laut Angaben aus dem Marketing mit der Modellreihe PAS 5500 der Durchbruch als Branchenführer.
2003 stellte das Unternehmen erste Versuchsanlagen für die Immersionslithografie vor (TWINSCAN AT: 1150i). Hierbei wird das Licht von der Optik durch eine Wasserschicht (statt Luft) zwischen der Optik und dem Wafer projiziert. Damit verbessert sich die numerische Apertur und somit die Abbildungsqualität des Systems. Bei diesen ersten Anlagen handelte es sich um umgebaute „trockene“ ArF-Lithografiesysteme für erste Machbarkeitsstudien. Ein Jahr später folgten Umbausätze Twinscan XT:1400 (nach dem Umbau Twinscan XT:1400i genannt) das bereits für die Produktion genutzt werden konnte. 2005 kam dann das erste für die Immersionslithografie entworfene Produkt (TWINSCAN XT:1700i) von ASML auf den Markt. Seit den Produkteinführen der frühen 2000er Jahre war es nun möglich die Integrationsdichte auf deutlich unter 100 nm zu verkleinern.
Aufgrund der technisch-physikalischen Limitationen, die immer höhere bzw. engere Integrationsdichten deutlich unter 25 nm mit sich führten, wandte sich ASML in den 2010er Jahren mit neusten internen und externen Innovationen der EUV-Lithografie (Extreme Ultraviolet Lithography) zu und lieferte mit die ersten Anlagen (NXE:3100) aus. Um die Entwicklung von Systemen für immer kleinere Strukturen zu finanzieren, beteiligten sich 2012 drei der wichtigsten Kunden (Intel, TSMC und Samsung) an ASML und sicherten finanzielle Unterstützung der Entwicklung für die nächsten fünf Jahre zu. Im Jahr 2016 wurde mit der Lieferung der weltweit ersten EUV-Maschinen der Reihe NXE:3400 an Kunden die Massenproduktion von Chips bis zu 5 nm ermöglicht.
Aktuell hat jede High-end Maschine ca. die Größe eines Busses, benötigt drei Boeing 747 für die Auslieferung und kostet zwischen 185 und 360 Mio. Euro.

## Finanzen

### Umsatzentwicklung
Während der Börsenkrise Anfang des Jahrtausends musste ASML Fabriken schließen und viele Mitarbeiter entlassen. Im Jahr 2001 hatte ASML noch ca. 7000 Mitarbeiter, der Umsatz war um 40 % auf 1,84 Mrd. Euro eingebrochen und das Unternehmen schrieb Verluste. Infolge der globalen Finanzkrise nach dem Zusammenbruch der Lehman Bank sank die Nachfrage nach Lithographie-Systemen drastisch. Der Umsatz fiel im Jahr 2009 auf 1,6 Mrd. Euro und ASML schrieb Verluste und erneut mussten ca. 10 % der Mitarbeiter entlassen werden.
In den 2010er-Jahren stieg der Umsatz kontinuierlich von 4,5 Mrd. Euro bei einem Gewinn von 1 Mrd. Euro im Jahr 2010 auf 11,8 Mrd. Euro und 2,6 Mrd. Euro Gewinn im Jahr 2019. Im Jahr 2023 erzielte ASML mit 42.416 Mitarbeitern einen Umsatz von 27,6 Mrd. Euro und einem Gewinn von 7,8 Mrd. Euro.

### Aktionärsstruktur
Zu den größten Anteilseignern gehörten Anfang 2024 die Capital Research and Management Company (10,32 Prozent) und BlackRock (7,95 Prozent). Die 6 Mitglieder des Vorstands hielten zum Zeitpunkt 0,03 Prozent der Anteile.

## Kritik

### Monopolstellung
Aufgrund der Marktstellung und der einzigartigen Produkte wird ASML oft als Monopolmacht für Computerchips bzw. Computerchipmaschinen bezeichnet, deren Liefern oder Nichtliefern immense Auswirkungen auf den technischen Fortschritt einer Region haben kann. Wettbewerber wie Canon oder Nikon könnten einen Ausfall von ASML in keinem Fall kompensieren.

### Politische Einflussnahme
Westliche Regierungen, insbesondere die der USA, üben regelmäßig Druck auf ASML und die niederländische Regierung aus, um zu verhindern, dass die Chipmaschinen der neusten Generation an wirtschaftlich konkurrierende Länder wie China gelangen. Dies hätte laut USA reine geostrategische Hintergründe. Seit März 2023 bestehen durch die niederländische und US-amerikanische Regierung für bestimmte Chip-Produktionsmaschinen Restriktionen für den Export nach China an. Im Oktober 2023 wurde die Restriktionsliste für Exporte aus den USA wiederum um weitere Produkte und Produktionsmaschinen erweitert.
ASML drohte 2024 mit einer Standortverlagerung, sollte die Regierung ihre geplanten Verschärfungen des Ausländerrechts umsetzen; dies führte zu Panik in der niederländischen Regierung, insbesondere weil mehr als 40 Prozent der ASML-Mitarbeiter in Veldhoven nicht aus den Niederlanden stammen. In Reaktion darauf kündigte die Regierung rasch das „Beethoven-Projekt“ an, das eine Investition von einer Milliarde Euro in Forschungseinrichtungen und Technologieparks beinhaltet, von denen auch ASML profitieren soll; diese Maßnahme wurde getroffen, um ASML im Land zu halten.